# Atitlán

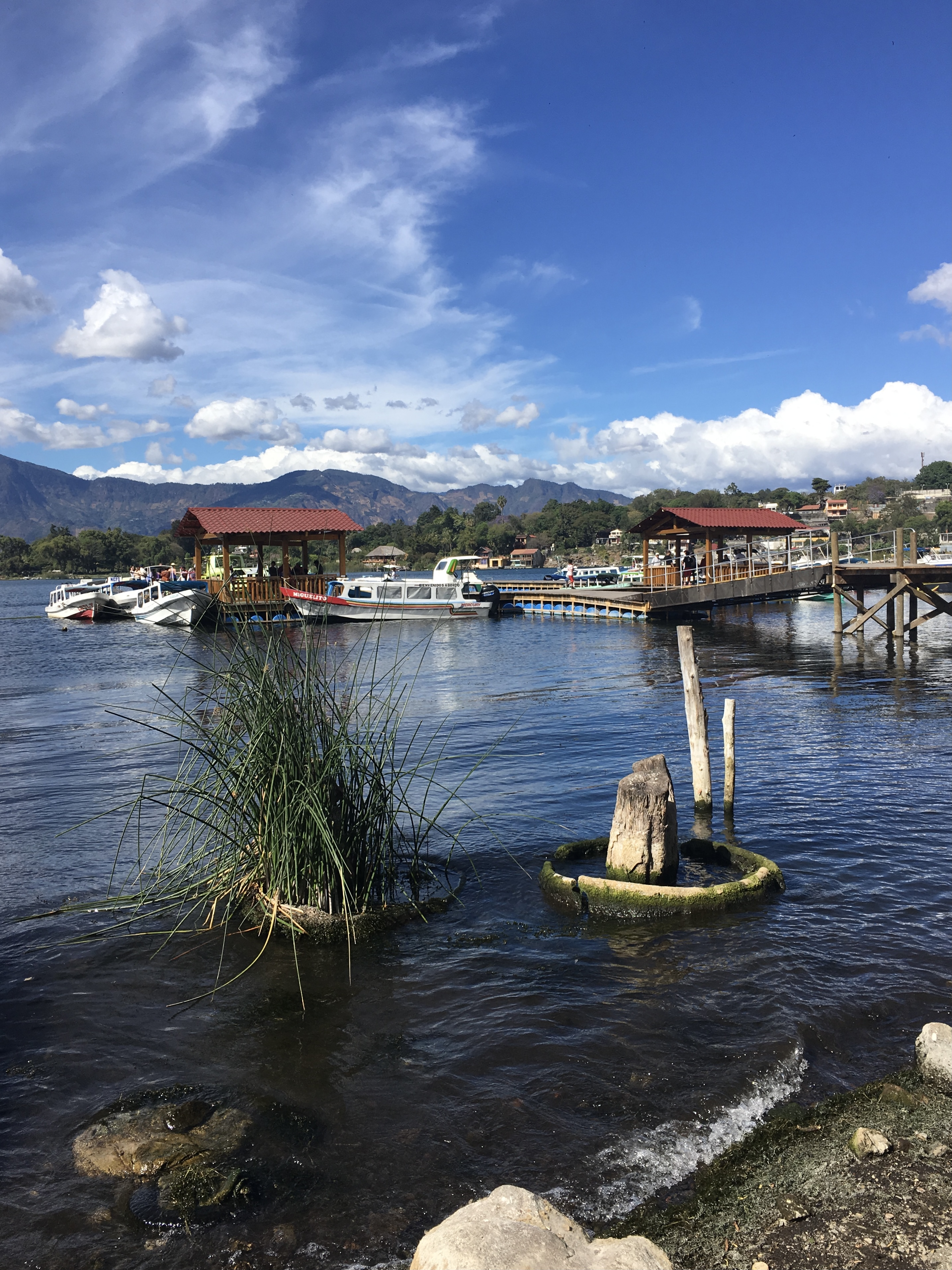
Výhled na Lago de Atitlán z přístavu Santiago Atitlán.

Atitlán (španělsky Lago de Atitlán) je kalderové jezero na Guatemalské vysočině v horském masivu Sierry Madre. Rozkládá se na území departementu Sololá. V jazyce nahuatl název znamená „na vodě“.

## Zeměpis
Je to nejhlubší jezero Střední Ameriky s maximální hloubkou 340m a průměrnou hloubkou 220m. Jeho plocha činí 130,1 km², má rozměry přibližně 12 x 5 km a obsahuje asi 20 km³ sladké vody. Je to bezodtokové jezero napájené dvěma řekami. Je lemováno strmými svahy a na jižním okraji jezera se nacházejí tři sopky: Atitlán, Tolimán a San Pedro. Jezerní kotlina je vulkanického původu a vyplňuje obří kalderu, která vznikla po erupci před 84000 roky. Obyvatelstvo vesnic a městeček je mayského původu. Jezero se nachází asi 50 km severozápadně od bývalého hlavního města země Antigua. Občas bývá zaměňováno za menší jezero Amatitlán.
Je považováno za jedno z nejkrásnějších jezer světa a je to také asi nejdůležitější guatemalská turistická atrakce. Německý cestovatel a přírodovědec Alexander von Humboldt je nazval „nejkrásnějším jezerem světa“. Aldous Huxley ve svém cestopise Za Mexickým zálivem píše: „Italské jezero Como pro mne znamená vzor malebnosti, ale Atitlán je Como zkrášlené okolním řetězem obrovských sopek.“

## Zemědělství
V okolí jsou kávové a avokádové plantáže a mnoho farem. Pěstují se zde hlavně obilniny, cibule, fazole, dýně, rajčata, okurky, česnek, zelené chili papričky, jahody a pitaya (dračí ovoce). Jezero samo o sobě je základním zdrojem potravin pro místní obyvatele.

## Geologie
První vulkanická aktivita v oblasti proběhla před 11 miliony let a od té doby proběhly čtyři etapy nárůstu sopky a jejího zhroucení se do kaldery. Ta poslední proběhla před 1,8 miliony let a vyvrcholila vytvořením současné kaldery, která může být hluboká až 600m.
Sopečný výbuch, při kterém tato kaldera vznikla, byl pojmenován Los Chocoyos a vyvrhl asi 300 km³ sopečných materiálů, který se rozptýlil na ploše 6 milionů km² a byl zjištěn od Floridy po Ecuador. Je označován jako stratigrafický marker Y-8 a vyskytuje se v mořských usazeninách v Atlantiku i Pacifiku. Mimochodem, chocoyo je také název místního ptáčka, který hnízdí v měkkém sopečném popelu.
Od skončení erupce Los Chocoyos vytvořila pokračující sopečná aktivita v kaldeře tři sopky. Sopka Atitlán leží na jižním okraji kaldery a sopky San Pedro a Tolimán se nacházejí uvnitř kaldery. San Pedro je nejstarší z nich a přestala být aktivní asi před 40000 lety. Poté začal růst Tolimán a možná v nějaká aktivita probíhá, ale během historické paměti nevybuchl. Atitlán vznikl asi před 10000 lety a je stále aktivní, i když poslední výbuch proběhl v roce 1853.
4. února 1976 postihlo Guatemalu velké zemětřesení s magnitudou 7,5 Richterovy stupnice, při kterém zahynulo 26 000 lidí. Dno jezera při něm bylo narušeno a způsobilo to podzemní průsak vody z jezera, takže během jednoho měsíce poklesla hladina o dva metry.

## Ekologie
V roce 1955 byla oblast kolem jezera Atitlán vyhlášena národním parkem. Protože bylo jezero ve světě prakticky neznámé a Guatemala potřebovala rozšířit turistický ruch a tím pomoci místnímu hospodářství, navrhla letecká společnost Pan American Airways, že by bylo vhodné přitáhnout k jezeru sportovní rybáře vysazením nějaké atraktivní ryby. Do jezera byl proto v roce 1958 vysazen nepůvodní druh okounek pstruhový (Micropterus salmoides). Ve svém novém domově rychle zdomácněl a díky němu se úplně změnila druhová skladba jezerních ryb. Rybí predátor zlikvidoval dvě třetiny původních druhů a způsobil také vyhynutí atitlánské potápky, což byl endemický vzácný pták žijící pouze v tomto jezeře.
Unikátní místní klimatický prvek je Xocomil (v místním jazyce "vítr, který odvane hřích"). Fouká poměrně pravidelně v pozdním dopoledni a potom navečer a údajně vzniká střetnutím teplého pacifického vzduchu s chladným vzduchem ze severu.
V srpnu 2015 znovu pokryl jezero hustý koberec řasy Microcystis cyanobacteria, která se poprvé objevila už v roce 2009. Byrokratický úřední šiml v této záležitosti zatím neudělal vůbec nic a hrozí, že pokud nic nepodnikne, stane se jezero pro lidi nepoužitelné.

## Kultura
Jezero je obklopeno mnoha vesničkami, kde stále převládá mayská kultura a obyvatelé nosí tradiční oděv. Kolem jezera žijí převážně kmeny Tzutujil a Kakčikel. Při španělském dobývání oblasti se Kakčikelové spojili s dobyvateli, aby porazili své odvěké nepřátele Tzutujile a Quiche, ale sami byli nakonec zotročeni, když se odmítli podřídit Španělům.
Největším sídlem u jezera je Santiago Atitlán, které stojí za návštěvu díky kultu Maximóna, což je jakýsi svatý spojující tradiční mayské božstvo, katolické svaté a legendy o dobyvatelích. O jeho sochu se stará místní náboženské bratrstvo, v průběhu roku se stěhuje mezi příbytky jeho příslušníků a v průběhu svátku Semana Santa, který se slaví v týdnu před Velikonocemi, je slavnostně nesena v procesí. Podobné kulty slaví i jiná guatemalská města, existuje například kult Svatého Simona v Zunil.
Zatímco ve většině vesnic kolem jezera převládá mayská kultura a zvyky, Panajachel je doslova obležen domácími i zahraničními turisty. V šedesátých letech sem přitáhly zástupy hippies a i když hodně cizinců uteklo před občanskou válkou, po skončení bojů v roce 1996 znovu počet návštěvníků vzrostl a hospodářství města plně závisí na turistice.
V jezeře se také nachází různá archeologická naleziště. Sambaj se nachází 17 m pod současnou hladinou jezera a tvoří jej zbytky několik skupin budov včetně jádra tvořeného většími stavbami, což by mohl být předpokládaný střed města. Podle posledních studií se toto obřadní místo rozkládalo na 500m dlouhém ostrůvku a bylo uctíváno kmenem Quiche.
Místní rybáři si kdysi všimli, "že pod hladinou je nějaké podzemní město" a tak objevili zbytky druhého města nazvané Chiutinamit. Během následného výzkumu potápěči ze dna vyzvedli keramické střepy, díky kterým bylo toto místo datováno do období od 600 let před Kristem do 200 let pod Kristu.
Kolem jezera neexistuje žádná okružní silnice. Vesnice jsou dostupné lodí nebo prudkými horskými silničkami, z nichž některé jsou prodlouženy krátkými úseky podél pobřeží. Santa Cruz de la Laguna a Jaibalito jsou dostupné pouze z lodí, Santa Catarina Palopó a San Antonio Palopó jsou napojeny na silnici z Panajachelu. Dalšími důležitějšími vesnicemi jsou Santa Clara La Laguna a San Pedro La Laguna na západě, Santiago Atitlán na jihu, Cerró de Oro na jihovýchodě a San Lucas Tolimán na východě.

## Guatemalská občanská válka
Během občanské války bylo jezero svědkem mnoha hrůzných porušování lidských práv, protože vláda zde používala taktiku spálené země. Místní obyvatelé byli podezřívání z podpory guerillových skupin bojujících proti režimu a stali se cílem četných represí. Během konfliktu zmizelo beze stop nejméně 300 obyvatel Santiaga Atitlán.
Dvěma událostem v Santiago Atitlán se dostalo i mezinárodního ohlasu. První bylo v roce 1981 zavraždění misionáře z Oklahomy Stanley Rothera přímo v kostele. V roce 1990 zase spontánní protestní pochod k vojenské základně na okraji města ukončila střelba, po které zemřelo jedenáct neozbrojených občanů. Mezinárodní ohlas poté donutil vládu základnu uzavřít a vyhlásit Santiago Atitlán jako "zónu bez armády". Památník připomínající tuto událost byl zničen při sesuvech půdy v roce 2005.

## Hurikán
Přívalové deště způsobené hurikánem Stan začátkem října 2005 způsobily v celé Guatemale, obzvláště v okolí jezera Atitlán, obrovské škody. Mohutný sesuv bahna pohřbil vesničku Panabáj a způsobil smrt 1400 obyvatel, kteří zůstali zavalení pod tunami hlíny a bláta a dalších 5000 zůstalo bez přístřeší. Po této tragédii prohlásil starosta Santiaga Atitlán Diego Esquina Mendoza místo za hromadný hrob. „Ať ti, kteří zde odpočívají pod pěti metry bláta, zde zůstanou pohřbeni. Celý Panabáj je teď hřbitovem.“
Rok a půl poté tropická bouře Agatha doprovázená snad ještě většími lijáky způsobila v oblasti další obrovské škody a smrt desítek lidí žijících mezi San Lucas Toliman a San Antonio Palopó. Od té doby byly už cesty znovu otevřeny a oblast se vrátila k normálnímu životu.